# Tillandsia 'Eureka'
Tillandsia 'Eureka' es un cultivar híbrido del género Tillandsia perteneciente a la familia Bromeliaceae.
Es un híbrido creado en el año 1996 con la especie Tillandsia aeranthos × desconocido.